# Debbie-Ann Parris
Debbie-Ann Parris (Jamaica, 24 de marzo de 1973) es una atleta jamaicana, especialista en la prueba de 4x400 m, en la que ha logrado ser campeona mundial en 2001.

## Carrera deportiva
En el Mundial de Edmonton 2001 ganó la medalla de oro en el relevo 4x400 metros, con un tiempo de 3.20.65 segundos, por delante de Alemania y Rusia, siendo sus compañeras de equipo: Sandie Richards, Catherine Scott y Lorraine Fenton.